# Мостище (Глусский район)
Мостище (бел. Масцішча) — деревня в составе Калатичского сельсовета Глусского района Могилёвской области Беларуси.
До 20 ноября 2013 входила в состав Заволочицкого сельсовета.

## Население
- 1999 год — 29 человек
- 2009 год — 16 человек